# Carmen Barth
Carmine R. „Carmen” Barth (n. 13 septembrie 1912, Cleveland, Ohio, SUA – d. 17 septembrie 1985, Lorain⁠(d), Ohio, SUA) a fost un boxer ce a reprezentat Statele Unite ale Americii, medaliat olimpic. A participat la o ediție a Jocurilor Olimpice (1932) în care a câștigat o medalie de aur.

## Participări
Lista de mai jos prezintă principalele competiții la care a participat Carmen Barth de-a lungul carierei.
- boxing at the 1932 Summer Olympics – middleweight[*]